# Исаево (Ленинградская область)
Иса́ево — деревня в Пашском сельском поселении Волховского района Ленинградской области.

## История
Три усадьбы Усть Кумбиты, принадлежащие братьям Мордвиновым, упоминаются в переписи 1710 года в Рождественском Пашском погосте Заонежской половины Обонежской пятины.
Деревня Исаева и близ неё усадьба помещика Мордвинова обозначены на карте Санкт-Петербургской губернии Ф. Ф. Шуберта 1834 года.

УСТЬ КУМБИТЫ — деревня принадлежит наследникам майора Мордвинова, число жителей по ревизии: 6 м. п., 3 ж. п.. (1838 год)

Деревня Исаева отмечена на карте Ф. Ф. Шуберта 1844 года.

УСТЬ-КУМБИТА — деревня губернского секретаря Мордвинова, по просёлочной дороге, число дворов — 5, число душ — 11 м. п. (1856 год)

ИСАЕВА — деревня владельческая при реке Кумбите, число дворов — 4, число жителей: 10 м. п., 5 ж. п.

УСТЬ-КУМБИТА — мыза владельческая при реке Паше, число дворов — 1, число жителей: 7 м. п., 4 ж. п. (1862 год)

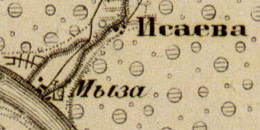
Деревня Исаево на карте 1863 года

Согласно карте из «Исторического атласа Санкт-Петербургской Губернии» 1863 года деревня называлась Исаева, близ неё на берегу реки Паша находилась мыза.
В 1881—1888 годах временнообязанные крестьяне деревни выкупили свои земельные наделы у М. И. Лугвеневой и стали собственниками земли.
Согласно епархиальным сведениям 1899 года деревня относилась к приходу церкви Рождества Христова Пашского погоста Новоладожского уезда в Надкопанье.
В конце XIX — начале XX века деревня административно относилась к Доможировской волости 3-го стана Новоладожского уезда Санкт-Петербургской губернии.
По данным «Памятной книжки Санкт-Петербургской губернии» за 1905 год деревня Исаево входила в состав Медведевского сельского общества.
По данным 1933 года деревня Исаево входила в состав Пашского сельсовета Пашского района Ленинградской области.

Земли деревни Исаево на карте РККА 1940 года

По данным 1966, 1973 и 1990 годов деревня Исаево входила в состав Пашского сельсовета Волховского района.
В 1997 году в деревне Исаево Пашской волости проживали 19 человек, в 2002 году — 52 человека (русские — 92 %).
В 2007 году в деревне Исаево Пашского СП — 5, в 2010 году — 3.

## География
Деревня расположена в северо-восточной части района на автодороге 41К-021 (Паша — Часовенское — Кайвакса).
Расстояние до административного центра поселения — 18 км.
Расстояние до ближайшей железнодорожной станции Паша — 5 км.
Деревня находится на правом берегу реки Паша.

## Демография
| 1838 | 1862 | 1997 | 2002 | 2007 | 2010 | 2012 |
| ---- | ---- | ---- | ---- | ---- | ---- | ---- |
| 9    | ↗26  | ↘19  | ↗52  | ↘5   | ↘3   | ↗4   |
| 2017 |      |      |      |      |      |      |
| →4   |      |      |      |      |      |      |

### Национальный состав
Согласно данным Всероссийской переписи населения 2021 года в деревне проживали 4 человека, все русские.